# 国道225号

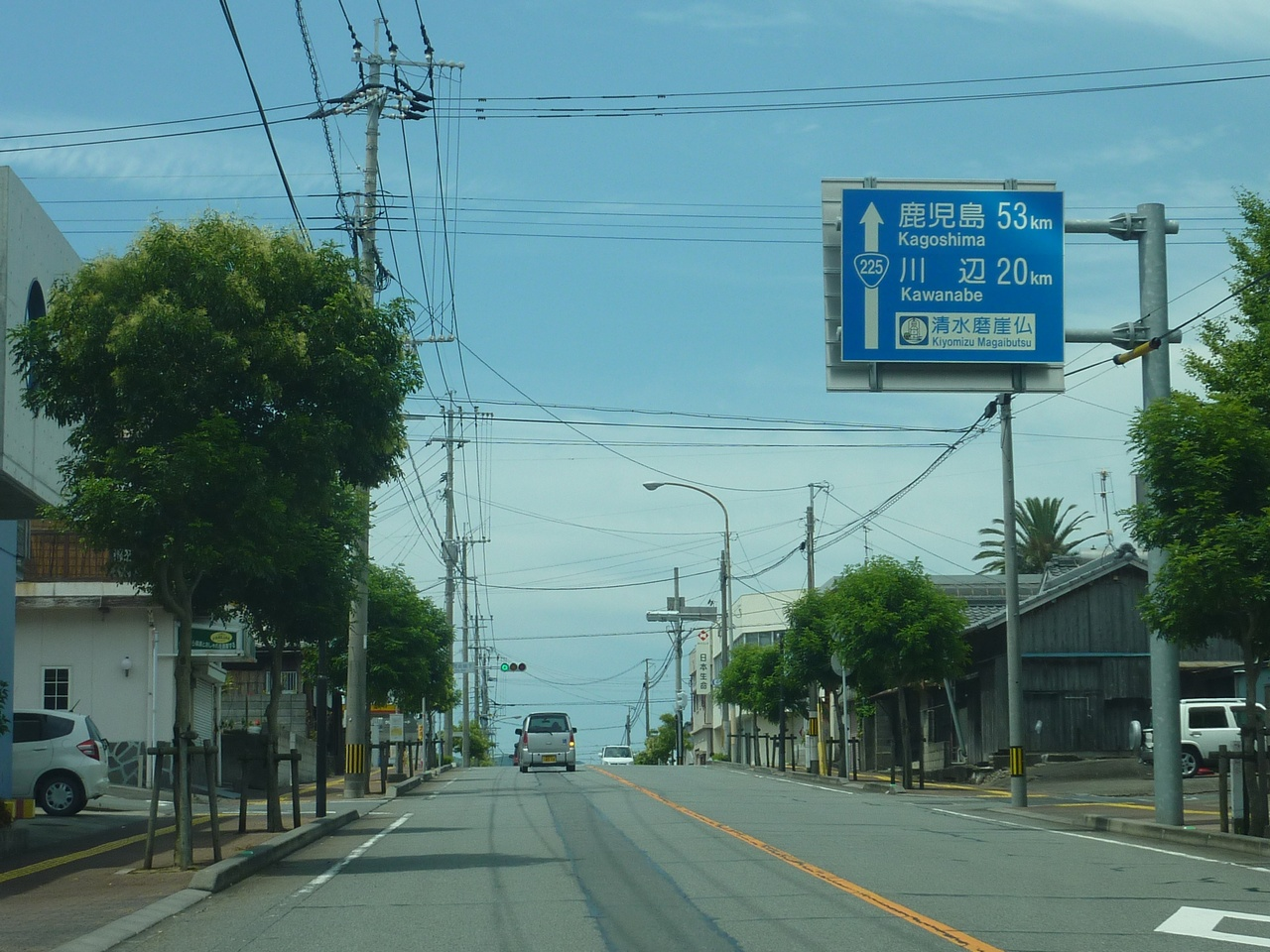
枕崎市街地の起点付近（2011年7月）

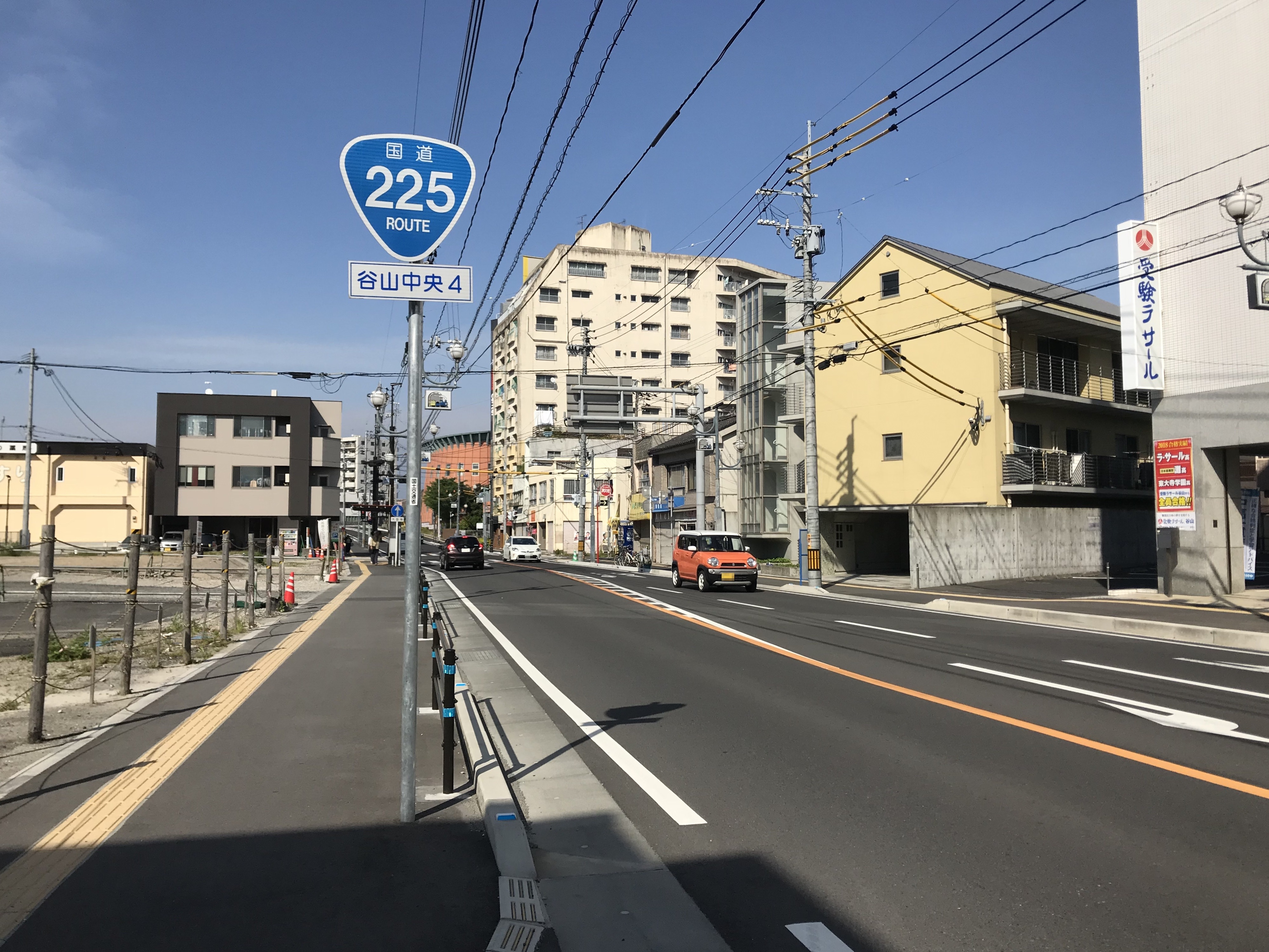
JR谷山駅付近（2018年5月）

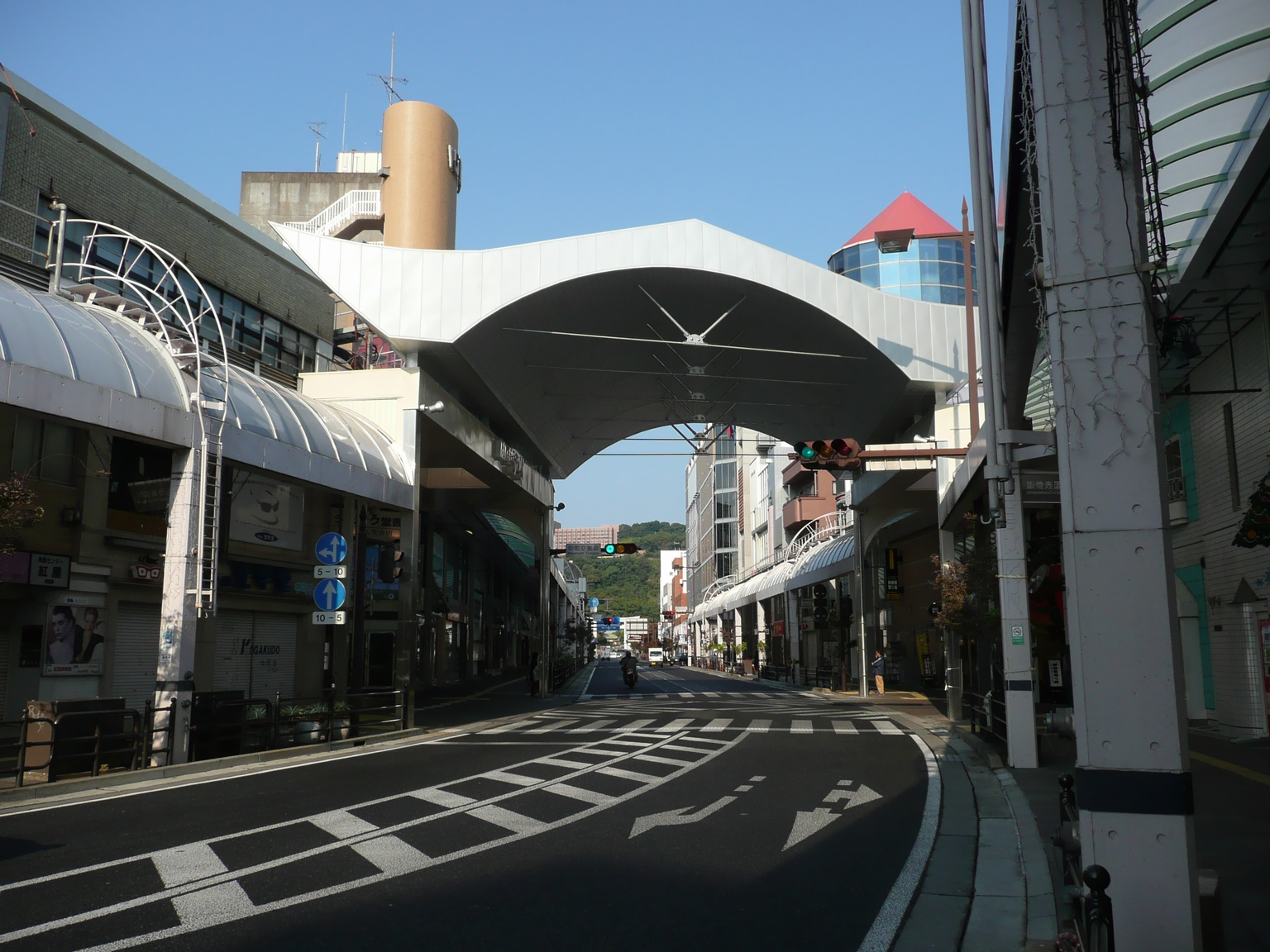
鹿児島市 中町交差点（2008年11月）

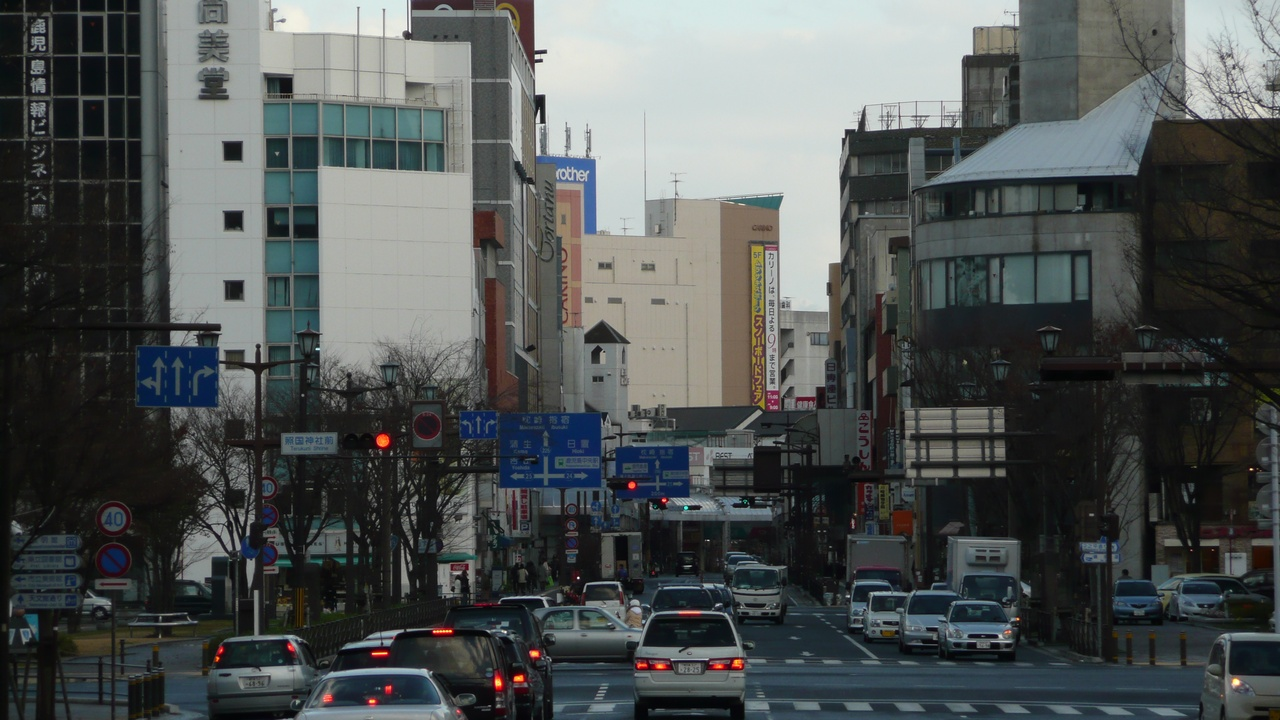
照国神社（終点）から天文館方面（2007年12月）

国道225号（こくどう225ごう）は、鹿児島県枕崎市から鹿児島市に至る一般国道である。

## 概要
薩摩半島の沿岸部を通過する国道226号に対し、内陸部を横断するルートを通る。

### 路線データ
一般国道の路線を指定する政令に基づく起終点および重要な経過地は次のとおり。
- 起点：枕崎市（町頭交差点 = 国道226号交点、国道270号起点）
- 終点：鹿児島市（照国神社前交差点 = 国道3号・国道10号・国道226号終点）
- 重要な経過地：なし
- 総延長 : 52.2 km[2][注釈 2]
- 重用延長 : なし[2][注釈 2]
- 未供用延長 : なし[2][注釈 2]
- 実延長 : 52.2 km[2][注釈 2]
  - 現道 : 52.2 km[2][注釈 2]
  - 旧道 : なし[2][注釈 2]
  - 新道 : なし[2][注釈 2]
- 指定区間：枕崎市西本町256番 - 鹿児島市城山町1番の1（全線）[3]

## 歴史
- 1953年（昭和28年）5月18日 - 二級国道225号枕崎鹿児島線（枕崎市 - 鹿児島市）として指定施行[4]。
- 1965年（昭和40年）4月1日 - 道路法改正により一級・二級区分が廃止されて一般国道225号として指定施行[1]。

## 路線状況

### 重複区間
- 国道270号（枕崎市西本町・町頭交差点（起点） - 枕崎市平田町・平田潟交差点）
- 国道226号（鹿児島市下福元町・影原交差点 - 鹿児島市照国町・照国神社前交差点（終点））

### 道路施設

#### トンネル
- 川辺隧道：延長389 m、2001年（平成13年）竣工、南九州市

#### 道の駅
- 川辺やすらぎの郷（南九州市）

### 異常気象時通行規制区間
| 区間                                        | 距離   | 規制内容                     | 危険内容     |
| ------------------------------------------- | ------ | ---------------------------- | ------------ |
| 鹿児島市平川町長谷迫 - 鹿児島市下福元町影原 | 3.8 km | 連続雨量200 mmに達した場合。 | 土砂崩落落石 |

## 地理

### 通過する自治体
- 鹿児島県
  - 枕崎市 - 南九州市 - 鹿児島市

### 交差する道路
| 交差する道路                                                       | 市町村名 | 交差する場所   | 交差する場所            |
| ------------------------------------------------------------------ | -------- | -------------- | ----------------------- |
| 国道226号 国道270号 重複区間起点                                   | 枕崎市   | 西本町         | 枕崎市町頭交差点 / 起点 |
| 国道270号 重複区間終点                                             | 枕崎市   | 平田町         | 枕崎市平田潟交差点      |
| 鹿児島県道265号打木谷白沢津線                                      | 南九州市 | 川辺町上山田   |                         |
| 鹿児島県道275号松薗加世田線                                        | 南九州市 | 川辺町上山田   |                         |
| 鹿児島県道29号石垣加世田線                                         | 南九州市 | 川辺町中山田   | 勝目麓交差点            |
| 鹿児島県道31号加世田川辺線                                         | 南九州市 | 川辺町永田     | 永田交差点              |
| 鹿児島県道19号鹿児島川辺線 鹿児島県道263号霜出川辺線               | 南九州市 | 川辺町平山     |                         |
| 鹿児島県道19号鹿児島川辺線 重複区間起点                            | 南九州市 | 川辺町平山     | 広瀬橋交差点            |
| 鹿児島県道27号頴娃川辺線                                           | 南九州市 | 川辺町両添     | 両添交差点              |
| 鹿児島県道291号松元川辺線                                          | 南九州市 | 川辺町両添     | 両添上交差点            |
| 鹿児島県道19号鹿児島川辺線 重複区間終点 南薩縦貫道                 | 南九州市 | 川辺町野崎     | 南九州川辺IC            |
| 鹿児島県道17号指宿鹿児島インター線 / 指宿スカイライン              | 南九州市 | 川辺町野崎     | 川辺IC                  |
| 国道226号 重複区間起点                                             | 鹿児島市 | 下福元町       | 影原交差点              |
| 鹿児島県道19号鹿児島川辺線                                         | 鹿児島市 | 坂之上四丁目   | 坂之上交差点            |
| 鹿児島県道219号玉取迫鹿児島港線                                    | 鹿児島市 | 和田三丁目     | 和田坂交差点            |
| 鹿児島県道212号谷山停車場線                                        | 鹿児島市 | 谷山中央一丁目 | 谷山駅前交差点          |
| 鹿児島県道20号鹿児島加世田線 重複区間起点 鹿児島県道22号谷山伊作線 | 鹿児島市 | 小松原一丁目   | 笹貫陸橋交差点          |
| 鹿児島県道20号鹿児島加世田線 重複区間終点                          | 鹿児島市 | 東郡元町       | 紫原団地入口交差点      |
| 鹿児島県道218号鹿児島港下荒田線                                    | 鹿児島市 | 下荒田四丁目   | 運動公園前交差点        |
| 鹿児島県道216号鹿児島港城南線                                      | 鹿児島市 | 城南町         | 城南町交差点            |
| 鹿児島県道21号鹿児島中央停車場線                                   | 鹿児島市 | 呉服町         | いづろ中央交差点        |
| 鹿児島県道24号鹿児島東市来線 鹿児島県道25号鹿児島蒲生線            | 鹿児島市 | 照国町         | 照国町交差点            |
| 国道3号 国道10号 国道226号 重複区間終点                            | 鹿児島市 | 照国町         | 照国神社前交差点 / 終点 |

### 交差する鉄道
- 指宿枕崎線